# Lance McCullers (baseball, 1964)
Pour son fils joueur de baseball, voir Lance McCullers.
Lance McCullers (né le 8 mars 1964 à Tampa, Floride, États-Unis) est un ancien lanceur de relève droitier de la Ligue majeure de baseball qui évolue de 1985 à 1990, ainsi qu'en 1992.
Il est le père de Lance McCullers, aussi lanceur professionnel de baseball.

## Carrière
Lance McCullers est repêché par les Phillies de Philadelphie au 2e tour de sélection en 1982. Le 20 septembre 1983, il est l'un des quatre joueurs de ligues mineures que les Phillies, impliqués dans une course au championnat, échangent aux Padres de San Diego en retour du vétéran voltigeur Sixto Lezcano, transféré à Philadelphie le 31 août précédent. 
Il fait ses débuts dans le baseball majeur le 12 août 1985, peu après son 21e anniversaire de naissance, avec San Diego. Il joue 229 matchs avec l'équipe, dont 222 comme lanceur de relève, de ses débuts à la fin de la saison 1988. Comme membre des Padres, il maintient une excellente moyenne de points mérités de 2,96 en 392 manches lancées, avec 21 victoires, 28 défaites et 36 sauvetages. En 1988, sa moyenne de points mérités est sa plus basse en carrière : 2,49 en 97 manches et deux tiers lancées en 60 sorties. Cependant, il perd la confiance de ses entraîneurs, qui voyaient en lui un digne successeur au releveur étoile Goose Gossage, échangé aux Cubs de Chicago après la saison 1987. McCullers, d'ailleurs surnommé Baby Goose, offre des performances inégales et, souvent incapable de préserver les victoires, il n'est plus vers la fin de l'été le releveur vers qui automatiquement se tournent les Padres en situation critique.
Le 24 octobre 1988, San Diego échange McCullers, le voltigeur Stan Jefferson et le lanceur droitier Jimmy Jones aux Yankees de New York en retour du joueur de premier but étoile Jack Clark et du releveur gaucher Pat Clements. McCullers y retrouve d'ailleurs son mentor, Goose Gossage, pour une saison. Les succès ne sont toutefois pas au rendez-vous et il est le 4 juin 1990 envoyé avec lanceur droitier Clay Parker aux Tigers de Détroit en échange de Matt Nokes, un receveur. Il ne joue que 9 matchs pour les Tigers et, après une année hors du jeu, revient pour ses 5 dernières parties dans les majeures avec les Rangers du Texas en 1992, alors qu'il est âgé de 28 ans.
Lance McCullers a joué 306 matchs sur 7 saisons dans le baseball majeur. Il n'a joué que 9 matchs comme lanceur partant, sept d'entre eux avec San Diego en 1986. En 526 manches et un tiers lancées au total dans les grandes ligues, sa moyenne de points mérités se chiffre à 3,25 avec 28 victoires, 31 défaites, 39 sauvetages et 442 retraits sur des prises.